# Andy Messersmith
John Alexander Messersmith (Toms River, Nueva Jersey, 6 de agosto de 1945), más conocido como Andy Messersmith, es un exjugador profesional estadounidense de béisbol que se desempeñó en la posición de lanzador en las Grandes Ligas de Béisbol (MLB). Logró obtener dos Guantes de Oro.

## Carrera
Messersmith jugó como profesional cinco temporadas en California Angels (1968-1972), después pasó a Los Angeles Dodgers (1973-1975), luego a Atlanta Braves (1976-1977), posteriormente a New York Yankees (1978), y finalmente, regresó a Los Angeles Dodgers, donde jugó una temporada (1979), y fue el equipo en el que se retiró.

## Premios
Fue galardonado con el Guante de Oro en dos oportunidades (1974 y 1975).